# Leptobryum sericeum
Leptobryum sericeum är en bladmossart som beskrevs av Kindberg 1888. Leptobryum sericeum ingår i släktet Leptobryum och familjen Bryaceae. Inga underarter finns listade i Catalogue of Life.